# Schuppentäubchen
Das Schuppentäubchen (Scardafella squammata, Syn.:Columbina squammata) ist eine Art der Taubenvögel, die zur Unterfamilie der Amerikanischen Kleintauben gehört. Die Art kommt in mehreren Unterarten ausschließlich in Südamerika vor. Aufgrund des stark geschuppten Gefieders ist sie in ihrem Verbreitungsgebiet mit keiner anderen Art verwechselbar. 
Die ebenfalls in Südamerika vorkommende Schuppenhalstaube weist im deutschen Sprachgebrauch einen ähnlich klingenden Namen auf. Die Art gehört jedoch zu den Amerikanischen Feldtauben und ist erheblich größer.

## Erscheinungsbild

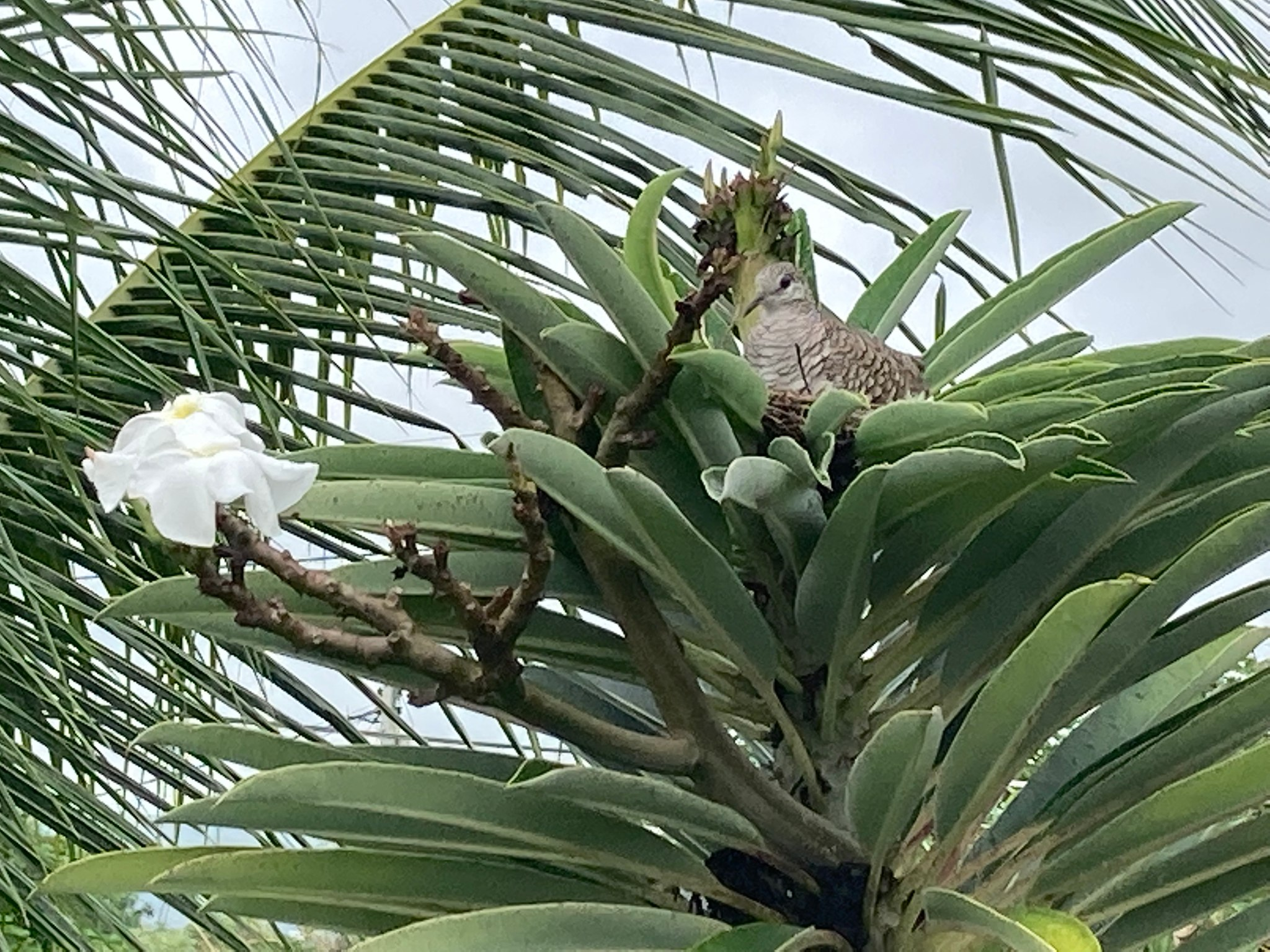
Nistendes Schuppentäubchen bei Senador Pompeu, Ceará, Brasilien

Das Schuppentäubchen erreicht eine Körperlänge von 22 Zentimetern. Im Erscheinungsbild weist das Schuppentäubchen eine hohe Ähnlichkeit mit dem zur selben Gattung gehörenden Inkatäubchen auf. Ein Geschlechtsdimorphismus besteht nicht. 
Das Gefieder ist hellgrau. Alle Deckfedern weisen einen dunklen Saum auf, sodass das Täubchen insgesamt sehr stark geschuppt ist. Die Schuppung fehlt lediglich an der Kehle und an den Unterschwanzfedern. Meist nur im Flug sichtbar sind die kastanienbraunen Handschwingen. Der Schwanz ist lang und abgestuft. Die äußeren Schwanzfedern weißen einen weißen Saum auf.

## Verbreitungsgebiet und Lebensraum

Verbreitungsgebiet des Schuppentäubchens (grün)

Das Schuppentäubchen kommt in Südamerika in zwei disjunkten Populationen vor. Eine findet sich im Norden Südamerikas, wo sich das Verbreitungsgebiet der Unterart S. s. ridgwayi vom Norden Kolumbiens bis nach Venezuela und Französisch-Guyana und den Inseln Margarita und Trinidad erstreckt. Die Nominatform kommt im Zentralgebiet und im Osten Brasilien bis in den Norden Argentiniens und den Osten Boliviens vor.
Der Lebensraum der Schuppentaube sind aride und semiaride Regionen. Bewohnt werden Grasland und offene Savannen mit vereinzeltem Baum- und etwas Strauchbestand vom Tiefland bis in etwa eine Höhe von 1.200 Meter NN. Das Schuppentäubchen kommt auch auf Kulturland und Plantagen vor. Grundsätzlich gemieden werden luftfeuchte und stark bewaldete Regionen. Es ist eine anpassungsfähige Art, die sich auch menschlichen Siedlungsraum als Lebensraum erschlossen hat und beispielsweise in Gärten und Parks vorkommt.

## Verhalten
Das Schuppentäubchen ist überwiegend ein Standvogel. Es verbringt einen großen Teil seiner Aktivitätsphase am Boden, wo es in Paaren oder sehr kleinen Gruppen von nur wenigen Individuen nach Nahrung sucht. Zum Nahrungsspektrum gehören Samen, kleine Wirbellose und Schnecken. Die Fortpflanzungszeit variiert in Abhängigkeit vom Verbreitungsgebiet. In Kolumbien brütet die Art von März bis August, in Venezuela von September bis Oktober und in Brasilien schreiten diese Täubchen das ganze Jahr über zur Brut. Die Hauptfortpflanzungszeit sind dort jedoch die Monate September bis November. Das Nest wird niedrig im Gebüsch errichtet. Nur sehr selten finden sich Nester der Schuppenhalstaube in einer Höhe über zwei Meter.  Das Gelege besteht aus zwei weißen Eiern. Die Brutdauer beträgt 13 bis 14 Tage. Die Jungen sind nach 12 bis 15 Tagen flügge und sehr schnell unabhängig. Die Elternvögel schreiten dann häufig zu einer Zweitbrut. 

## Haltung in menschlicher Obhut
In der Ziervogelhaltung spielen die Schuppentäubchen eine geringere Rolle als die Inkatäubchen. Sie werden zwar von Zeit zu Zeit eingeführt, sie haben sich aber als zu scheu und schreckhaft für eine Volierenhaltung erwiesen.

## Belege